# Корпус верхнепосадских торговых рядов
Корпус верхнепосадских торговых рядов — памятник градостроительства и архитектуры в историческом центре Нижнего Новгорода. Построен в период классицизма в 1834—1843 годах. Авторы проекта — архитекторы И. Е. Ефимов и А. Л. Леер.

## Описание
Крупномасштабное здание, выходящее фасадами на площадь Минина и Пожарского и улицы Большую Покровскую и Алексеевскую, дважды частично перестраивалось в 1904—1905 и 1906—1907 годах с привнесением в его архитектуру элементов эклектики и модерна.
Помимо статуса архитектурного памятника, корпус обладает исторической ценностью и внесён в реестр объектов культурного наследия также как «Здание, где располагалась Нижегородская городская управа. Сюда на имя члена Нижегородского комитета РСДРП Пискунова Александра Ивановича поступала ленинская газета „Искра“».
С 1970-х годов корпус здания занимает Государственный выставочный зал. В 2020 году Выставочный комплекс вошел в состав Нижегородского государственного художественного музея (НГХМ).

## История
В 1784—1787 годах при определении контуров регулярной трапециевидной Благовещенской площади (Минина и Пожарского) участок справа от древнего Мытного рынка принадлежал промышленникам Кордюковым. Вплоть до начала XIX века на нём стояли два каменных и несколько деревянных строений. При перепланировке площади в 1830-е годы архитектор И. Е. Ефимов и А. Л. Леер предписали снести все строения и спроектировали во всю линию площади с поворотами в улицы Алексеевскую и Большую Покровскую протяжённый корпус общественных лавок. До этого торговые ряды располагались вдоль стен кремля по сторонам от Дмитриевской башни.
Согласно проекту губернского архитектора И. Е. Ефимова от 1834 года торговые лавки предполагалось возвести в два этажа по всему периметру участка. Предполагалось, что выходящий на площадь фасад будет иметь 27 световых осей (окон), а выходящий на Большую Покровскую улицу — 31 световую ось. Центральная ось фасада со стороны площади акцентировалась аттиком. Предполагалось типичное для торговых корпусов русских городов решение: выстроить по фасадам первого этажа галерею с равномерным ритмом арочных проёмов. Второй этаж, с равномерным ритмом прямоугольных окон, обрамлённых простыми профилированными наличниками и завершениями в виде горизонтальных сандриков, предполагалось отделить междуэтажным поясом.
Разработку чертежей нового здания поручили ярмарочному архитектору А. Л. Лееру, который опирался в работе на проект Ефимова, но внёс некоторые изменения. Леер предложил возвести здание на полуэтаже, сохранив фасад по Большой Покровской улице двухэтажным, а по улице Алексеевской выстроив его трёхэтажным. Проект и смета были высочайше утверждены 21 августа 1836 года. Однако только в 1840 году тверской ямщик И. Т. Дубицкий взял подряд на возведение «своим материалом и рабочими» огромного торгового корпуса.
В 1841 году здание было готово вчерне. Ещё три сезона продолжалась внутренняя отделка. В начале 1844 года лавки первого этажа стали сдавать в наём купцам, а верхние этажи по улице Большой Покровской заняла Палата Казённого имущества, а затем — Городская управа. Выстроенное в канонах классицистической архитектуры здание отличалось выверенностью пропорций, простотой композиции и органично вписалось в ансамбль главной городской площади. Изначальный облик здания несколько отличался от существующего: по всему фасаду в уровне первого этажа шла открытая галерея с арочными проёмами и деревянной балюстрадой, ликвидированная в 1860-е годы. Арочные проёмы позже были частично заложены и остеклены.
После постройки здания городской Думы в 1904 году и переезда в него управы, помещения отдали под публичную библиотеку. В 1904—1905 годах по проекту архитектора Д. А. Вернера главный вход в библиотеку оформили в виде портика с аттиком, двумя пилястрами и небольшими бронзовыми бюстами Л. Толстого, А. Пушкина и Ф. Достоевского. В 1906—1907 годах по проекту архитектора Н. М. Вешнякова крылья корпуса по Большой Покровской были оформлены ризалитными выступами с фигурными аттиками в формах модерна.
С конца XIX века в здании также размещались учебные заведения. Общеобразовательная школа № 8 выехала из корпуса только в начале 1970-х годов. С этого времени помещения второго этажа со стороны площади занимает Государственный выставочный зал, а третий этаж был отдан под различные конторы.
В 1974 году в этом здании был открыт Выставочный комплекс «для постоянного экспонирования произведений современного искусства Нижегородского края и развития выставочной деятельности в области».
В 2012 году проведена реконструкция здания (проект и реализация — ЗАО «СМУ-77»). Третий этаж был приспособлен под выставочную функцию: снесены не несущие перегородки, ячейковая группировка помещений сменилась на анфиладную, характерную для музеев и выставочных пространств, был установлен панорамный лифт, связавший внутреннее общественное пространство.
В 2020 году выставочный комплекс вошел в состав Нижегородского государственного художественного музея (НГХМ). Здание было отреставрировано. В 2022 году в здании разместилась постоянная экспозиция «Искусство XX века. 1900—1920: от символизма к авангарду».
В настоящее время в Алексеевском корпусе торговых рядов (Алексеевская, 1) расположен учебный корпус №8 Приволжского исследовательского медицинского университета.

## Галерея

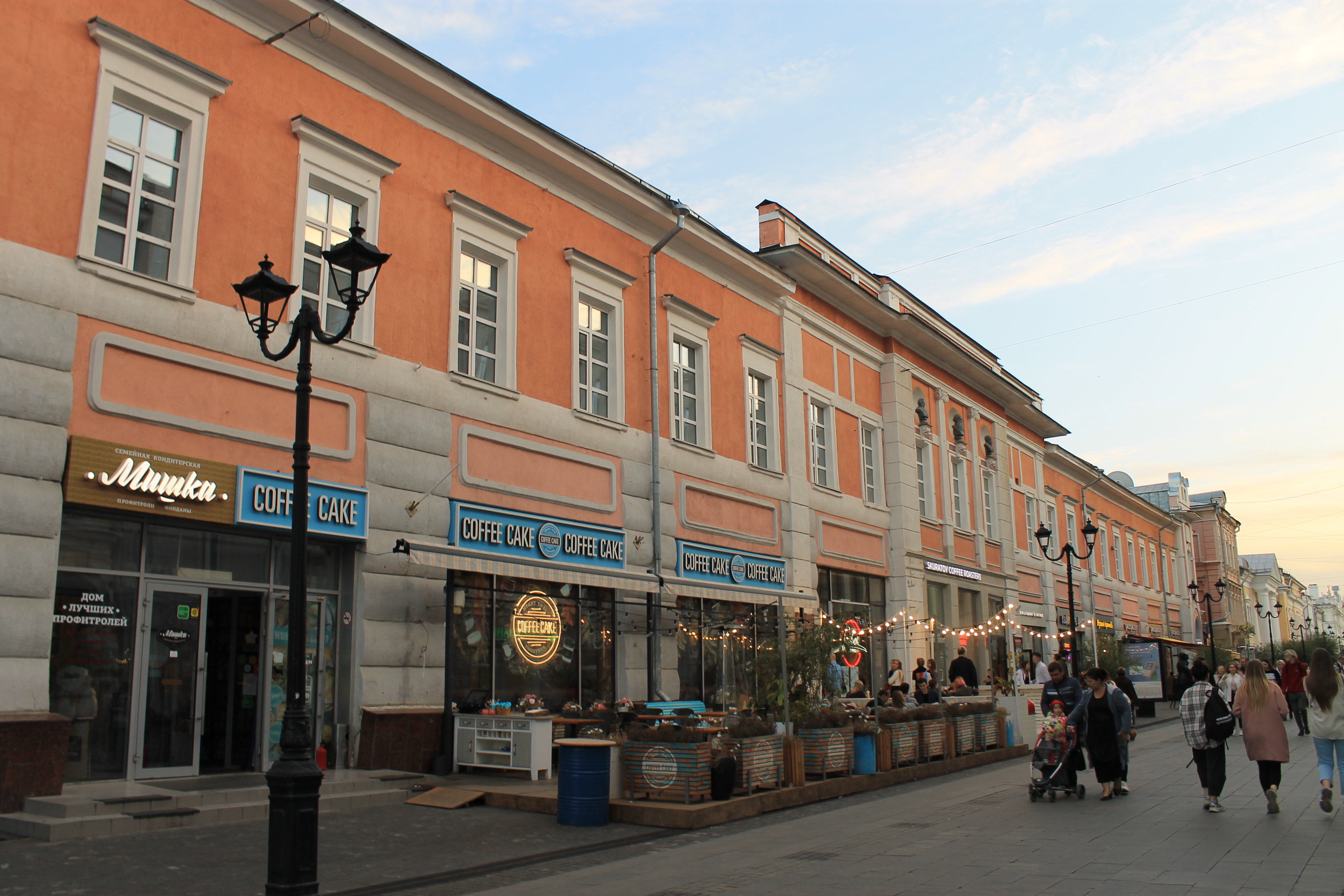
Фасад корпуса по улице Большой Покровской (1840—1907)
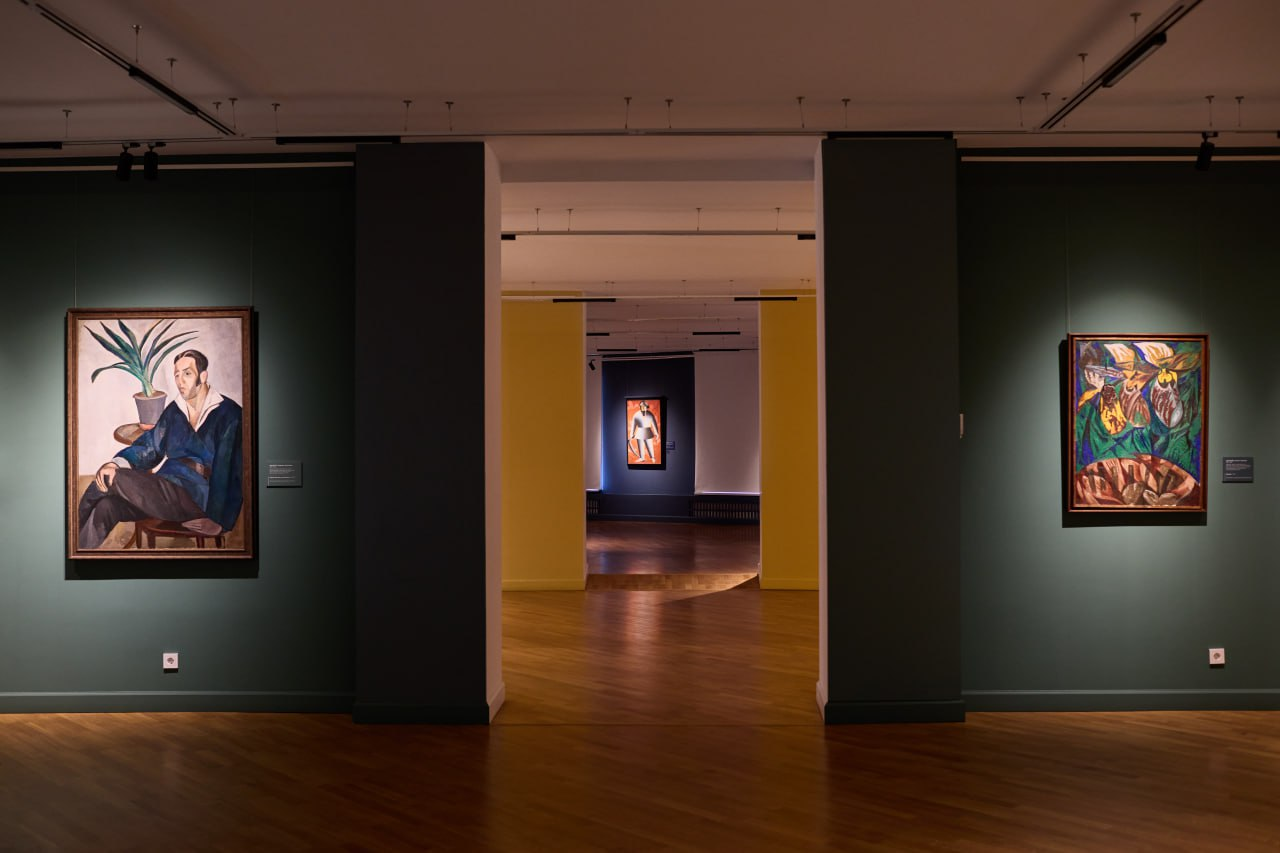
Постоянная экспозиция «Искусство XX века. 1900—1920: от символизма к авангарду»
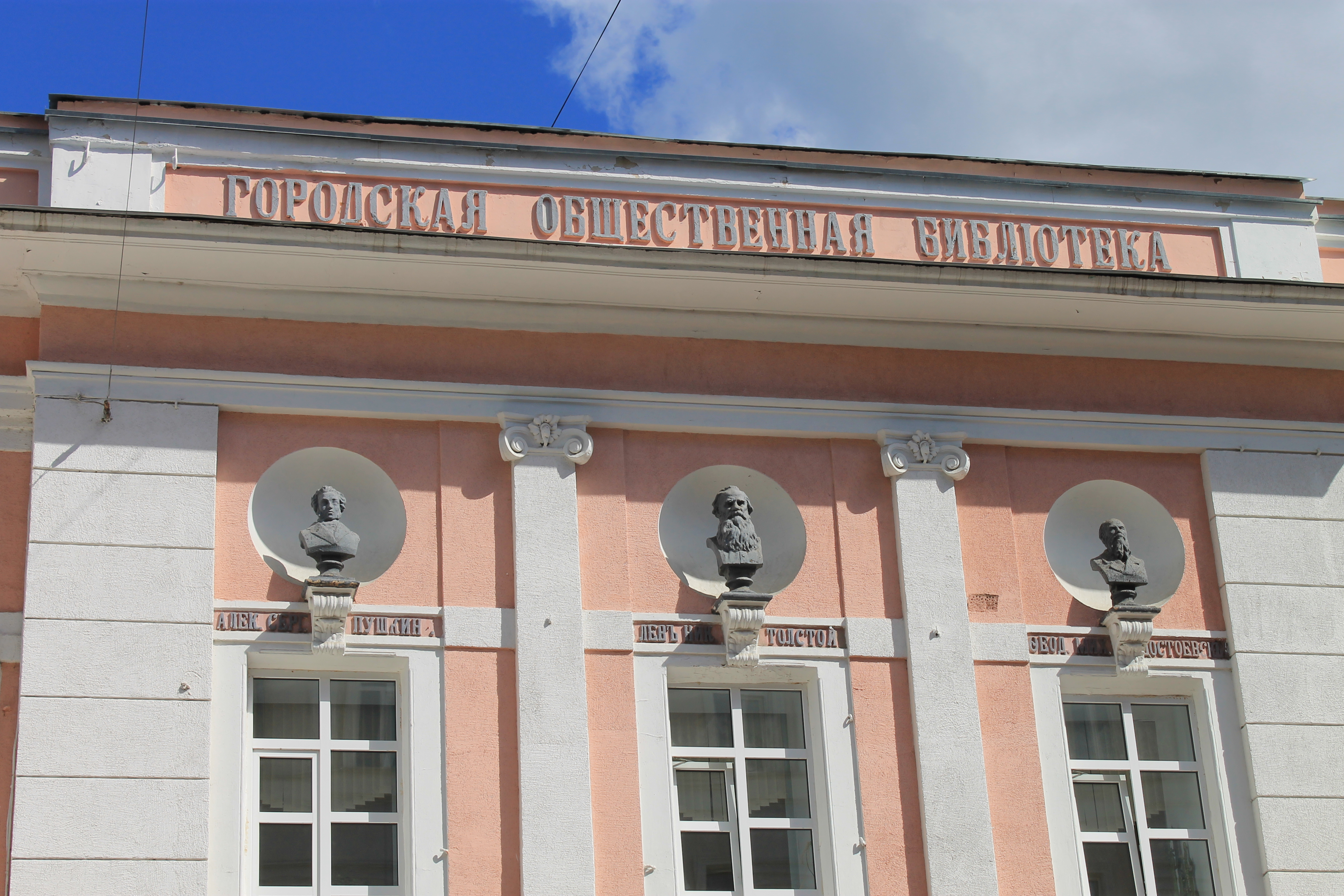
Верхняя часть портика с аттиком и бюстами писателей (1905)
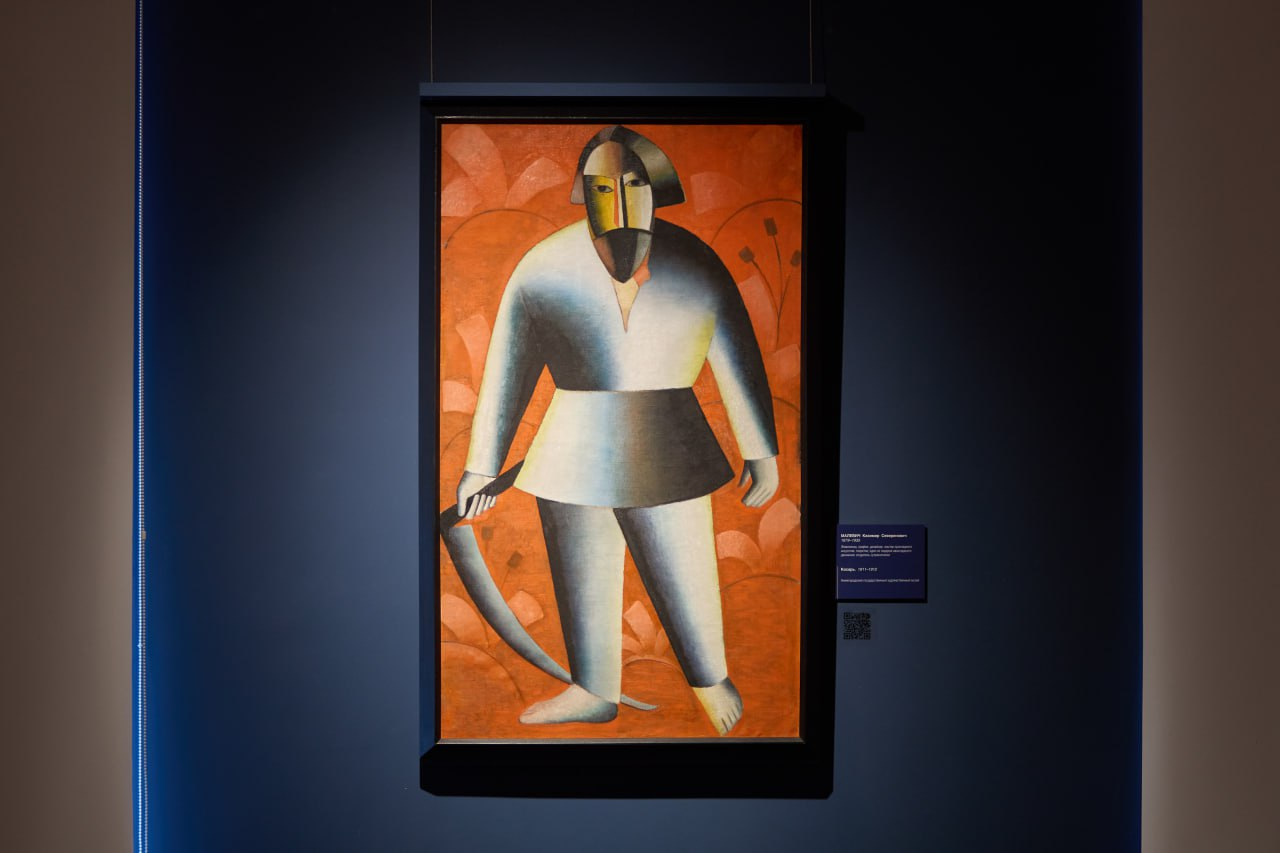
К.С. Малевич, «Косарь»